# كيبك القديمة الدنيا
كيبك القديمة الدنيا هو حي قديم في مدينة كيبك يقع بالقرب من رأس ديامان. يشكل مع كيبك القديمة العالية كيبك القديمة المصنف كملكية ثقافية بكيبك ويوجد منذ 1985 في لائحة مواقع التراث العالمي. إداريا ينتمي الحي إلى كيبك القديمة—الرأس الأبيض—التلة البرلمانية في دائرة كيبك المحافظة. وهو يعتبر مهد الاستعمار الفرنسي في أمريكا وأحد عوامل استقطاب السياح في مقاطعة كيبك.

## عوامل الجذب السياحي

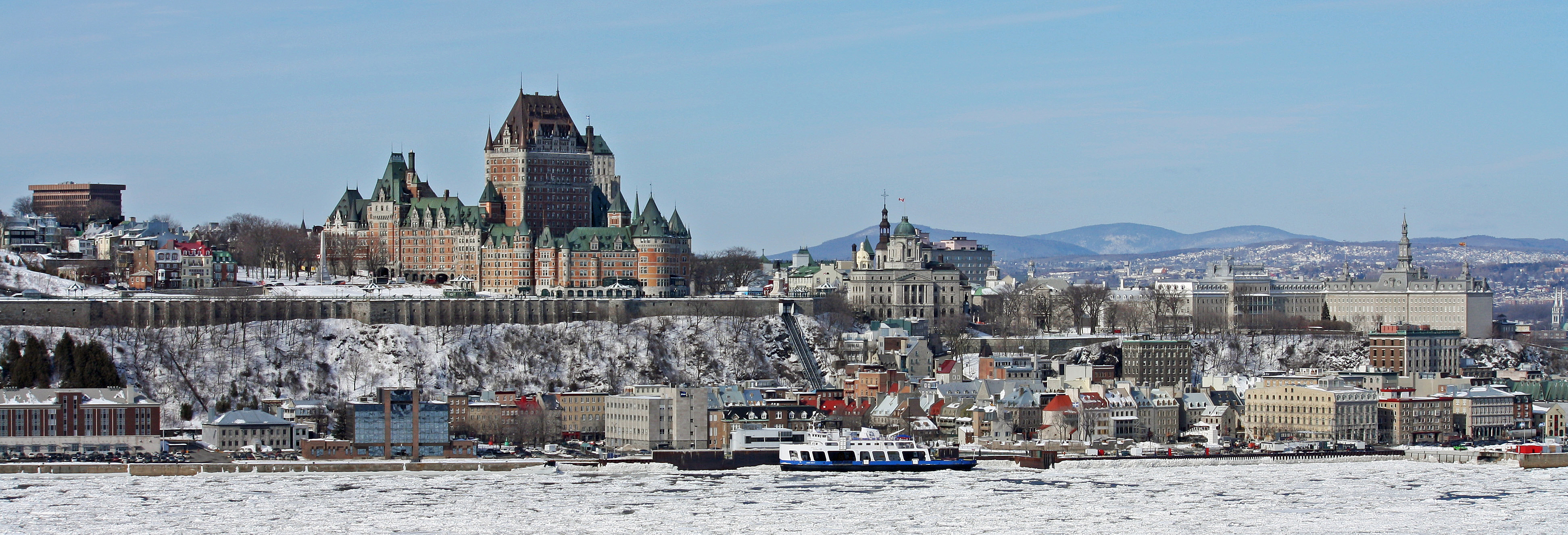
الميناء القديم وحوض لويز

### مواقع واثار

#### ساحات وشوارع
- الساحة الملكية (كيبك)
- حزض لويز
- ميناء كيبك
- ساحة باريس
- حديقة Ulric-Joseph-Tessier
- ointe à Carcy
- سوق الميناء القديم
- شارع سان بيير
- شارع سان بول
- شارع سان أو ماتلو
- حوض براون

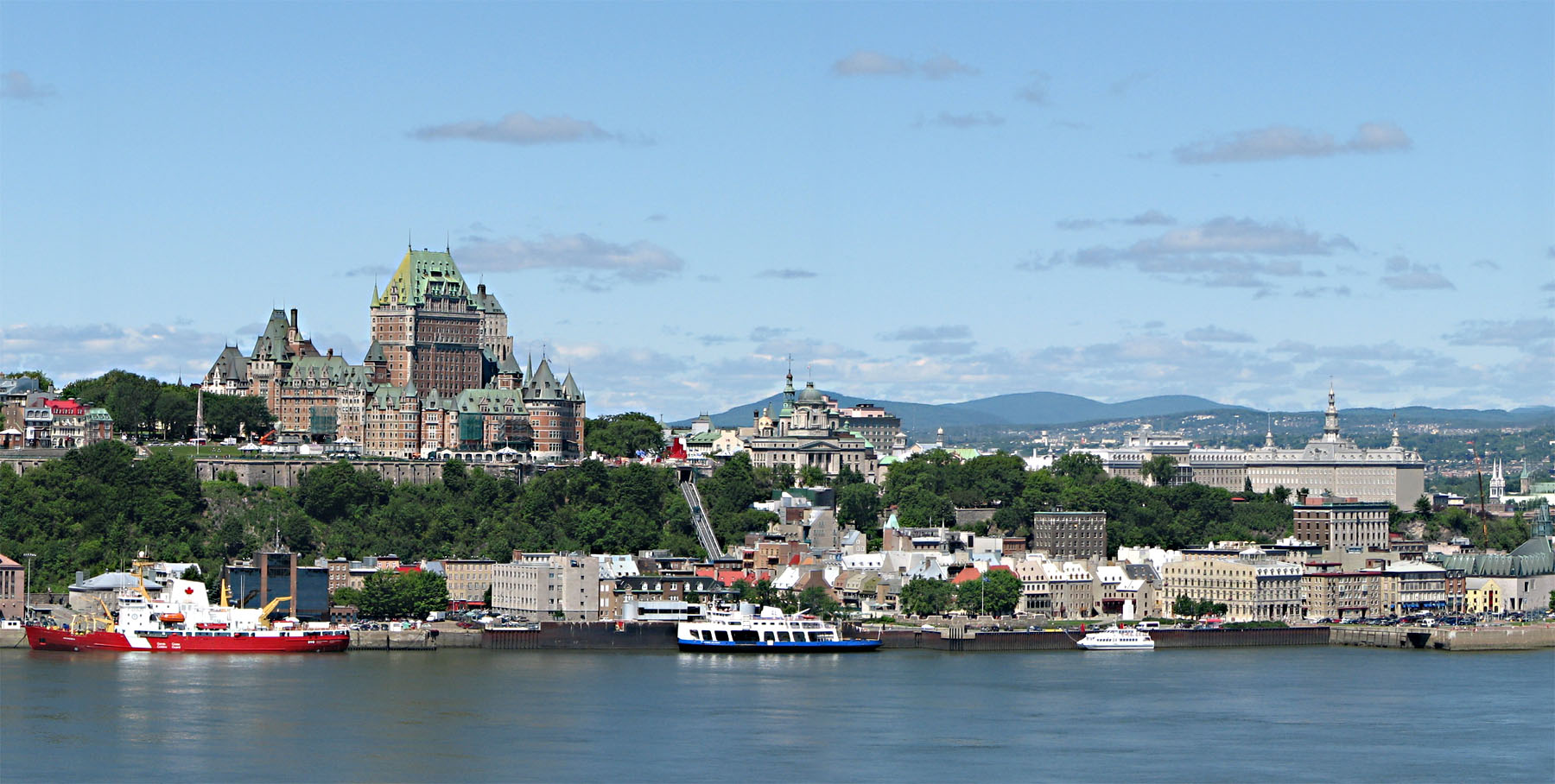
كيبك القديم على ضفاف نهر سانت لورانت

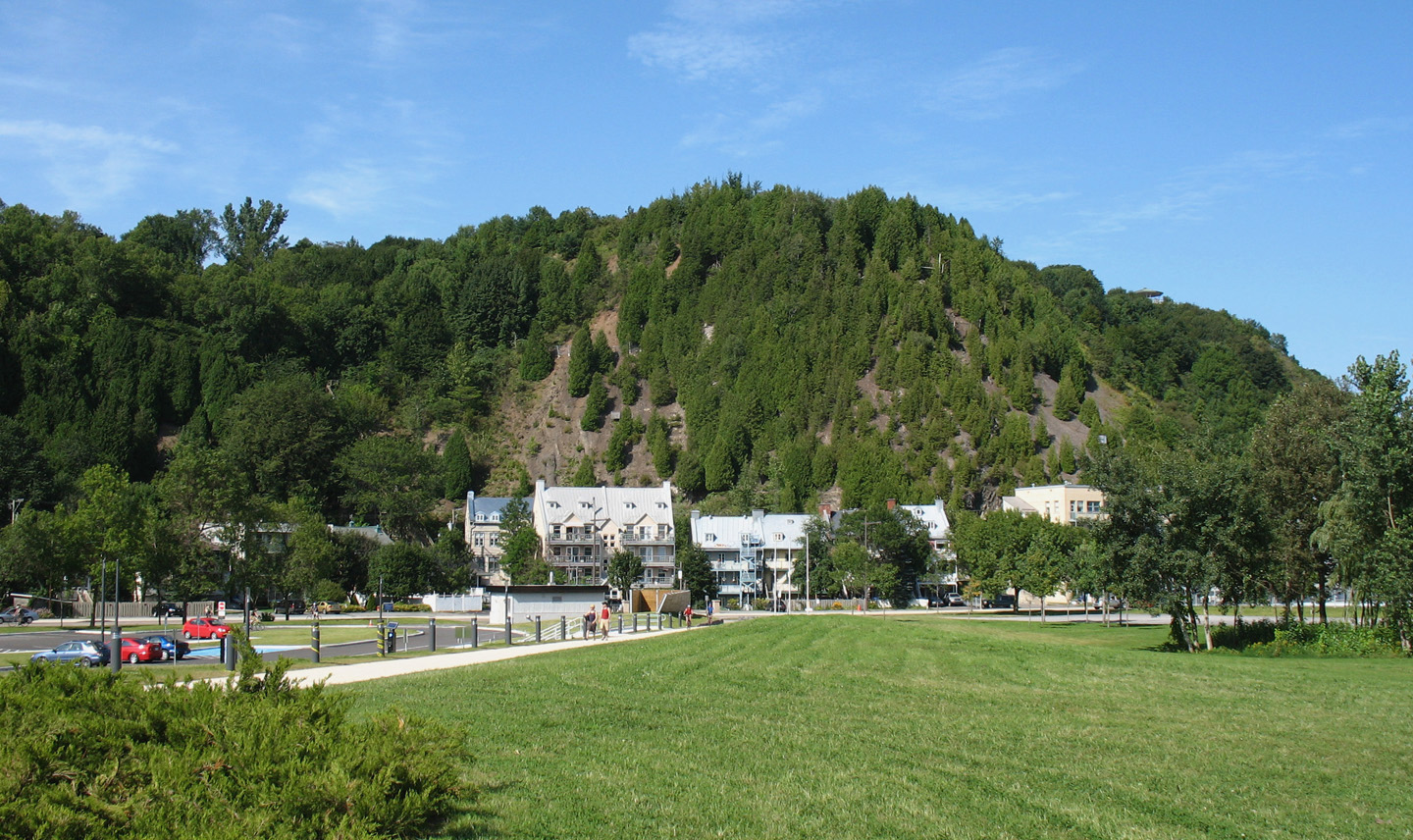
الرأس الأبيض (كيبك) ورأس ديامان

- شارع سان فاليي الشرقي (سابقا سان شارل, أول شارع بالحجر بكيبك)

#### المسارح والمتاحف وصالات العرض
- مسرح شمبلن الصغير
- متحف الحضارة
- إكس ماشينا
- محطة القصر (كيبك)

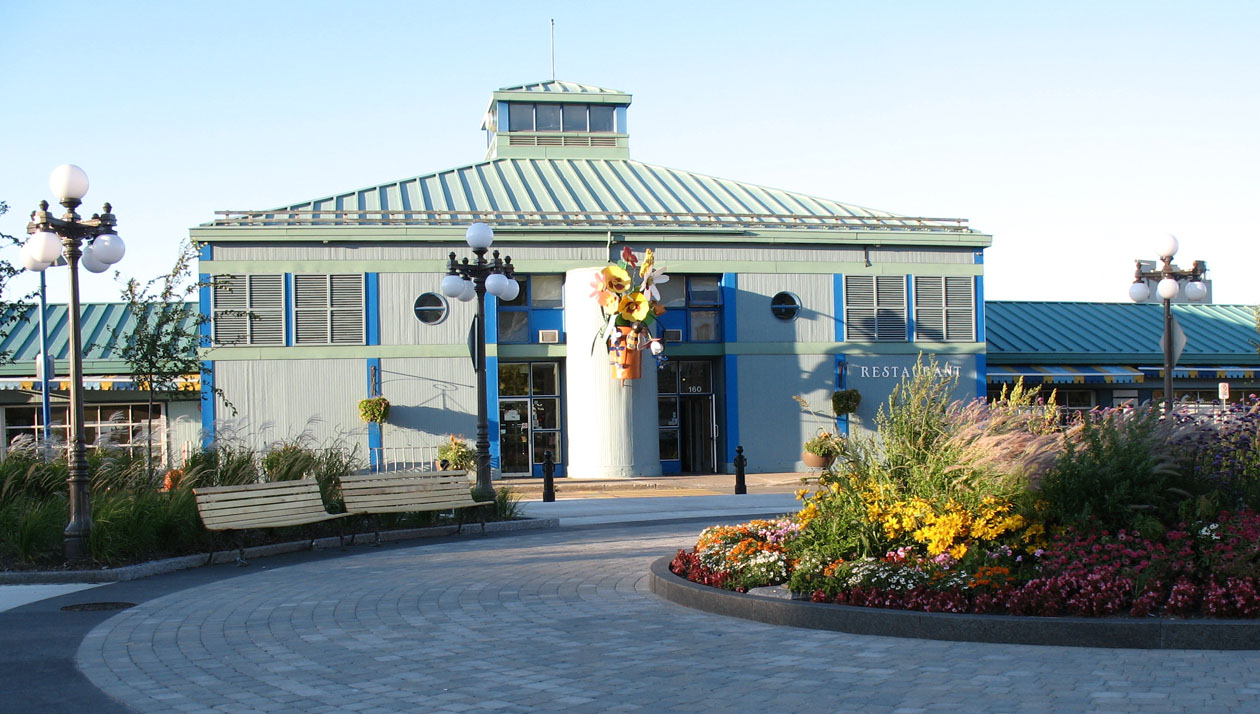
سوق الميناء القديم
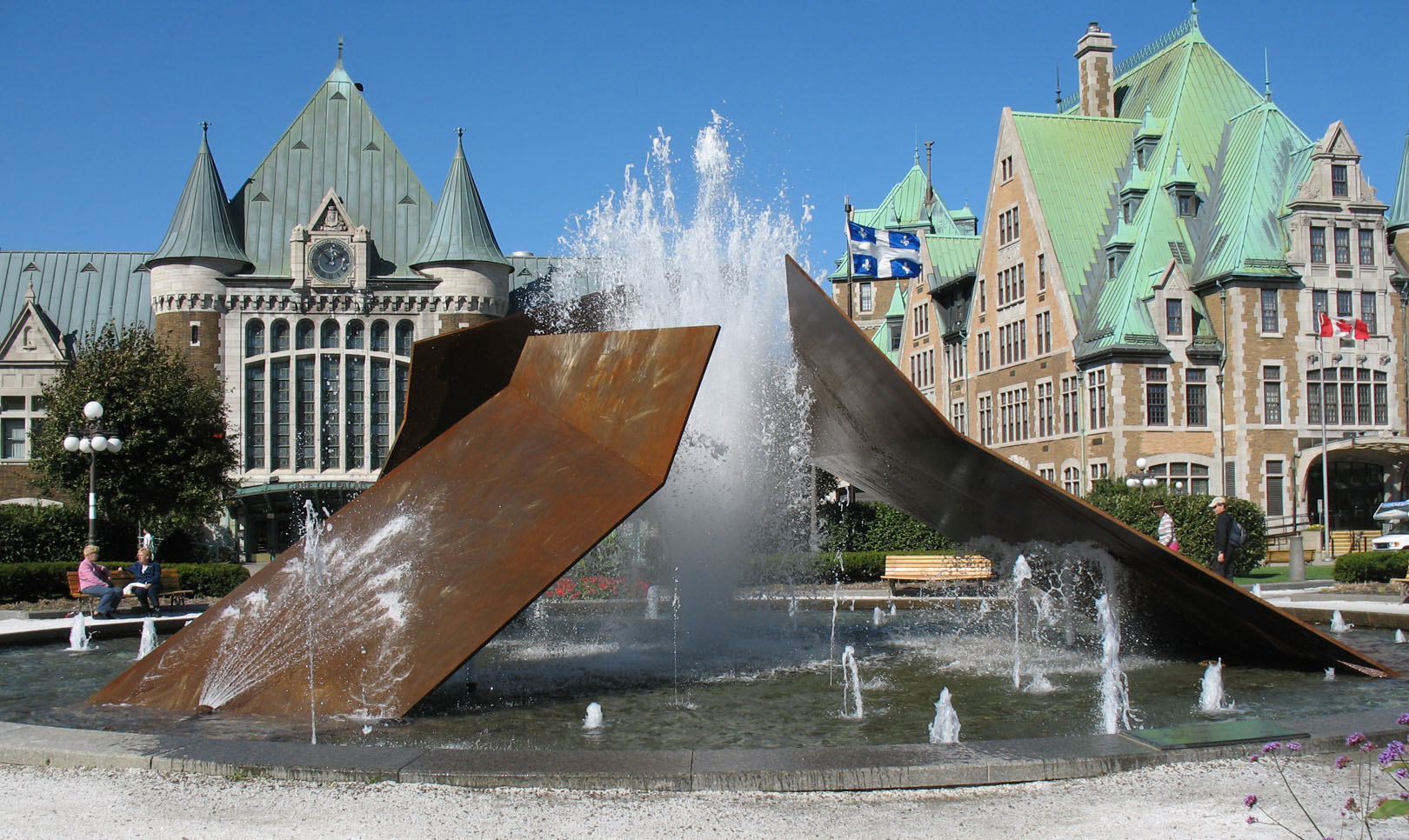
نافورة
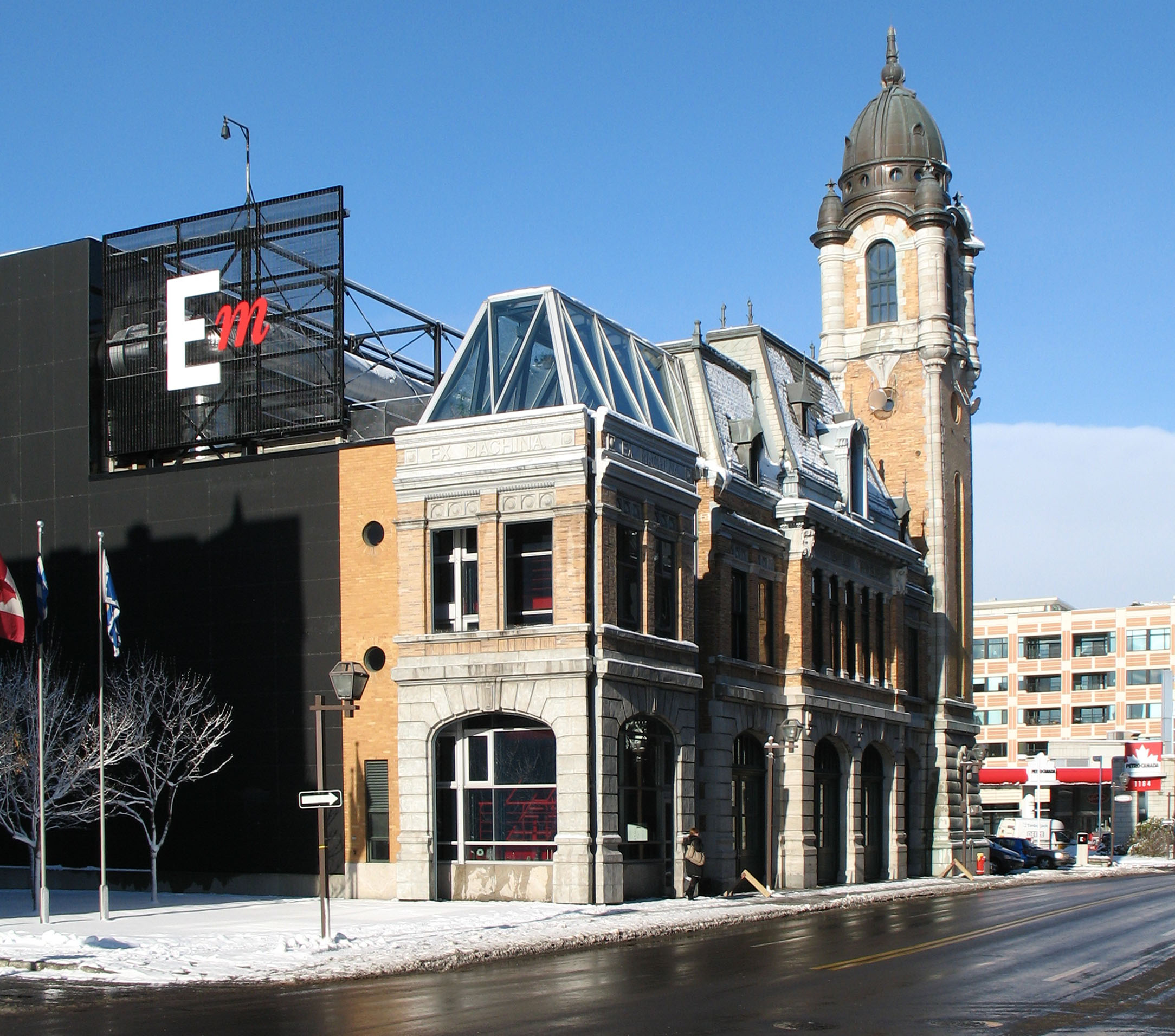
الميناءالقديم وإكس ماشينا
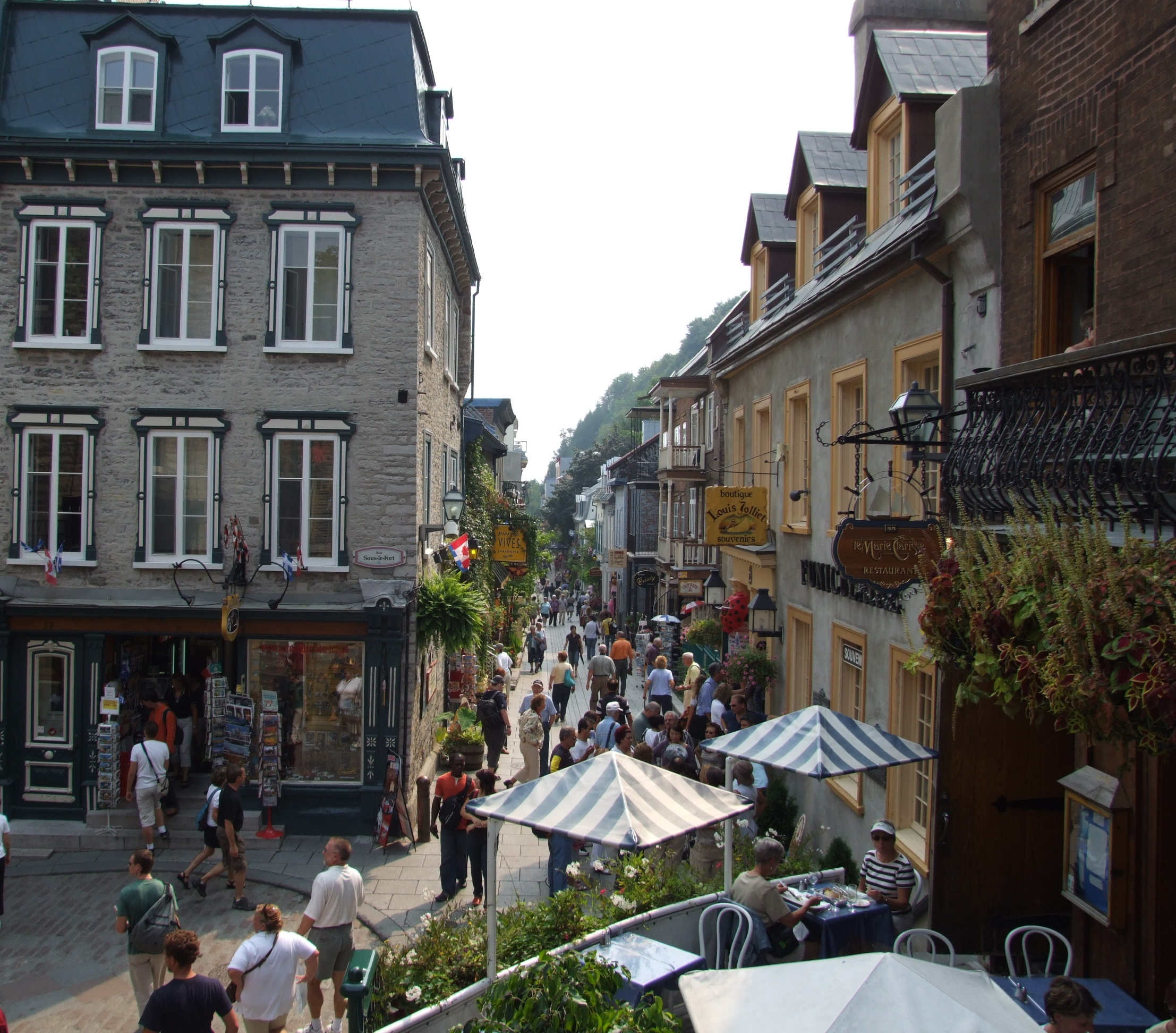
شارع شمبلن الصغير
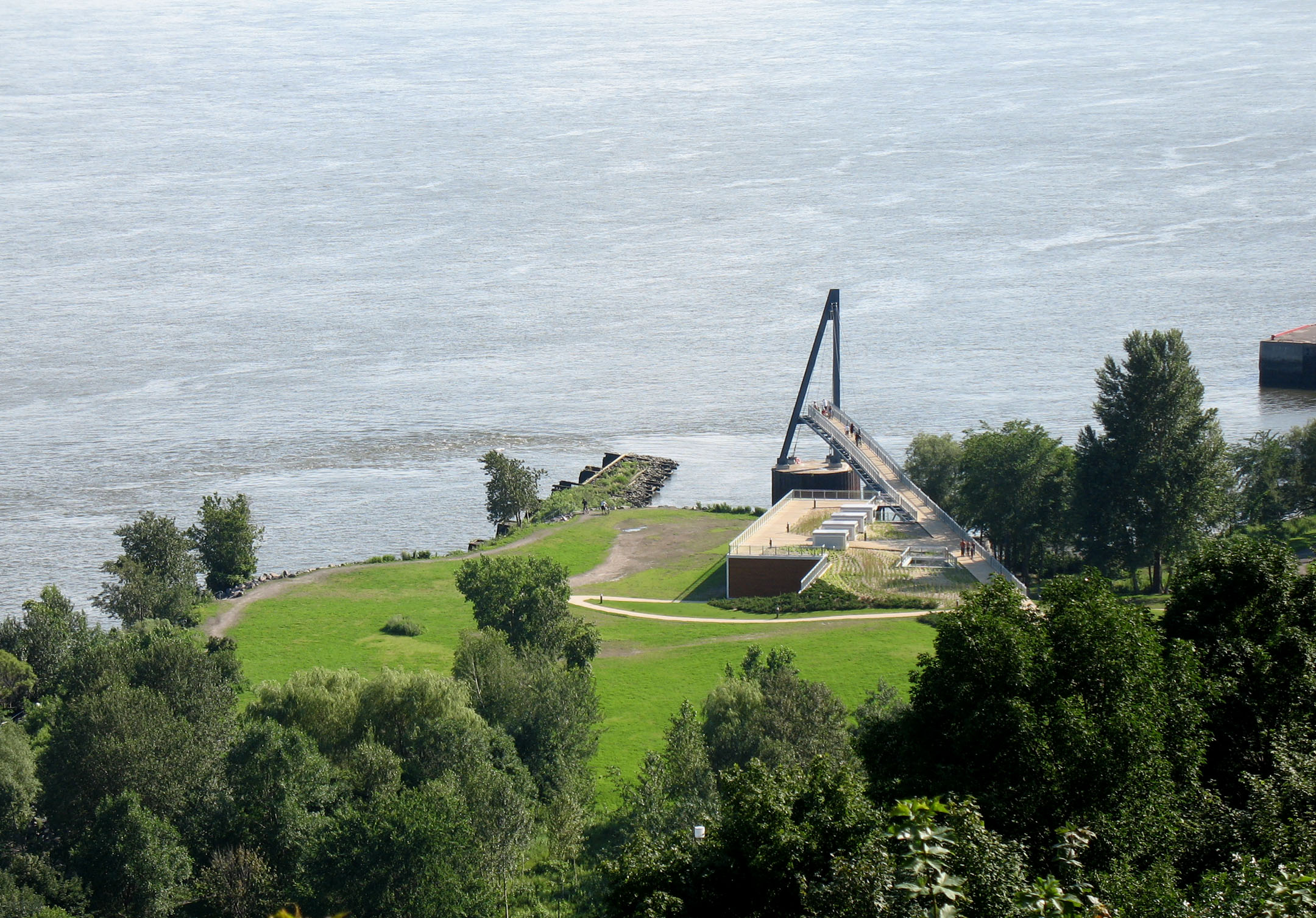
حوض براون الرأس الأبيض (كيبك)